# Valentín (Murcia)
Valentín es una pedanía perteneciente a los municipios de Cehegín y Calasparra, ya que se encuentra situada sobre el límite entre ambos términos municipales (dividiendo la población en dos partes), en la Región de Murcia (España). 
Cuenta con unos 832 habitantes (CREM 2020), 367 en la parte perteneciente a Cehegín y 465 en la de Calasparra. 
De su etimología, por muy pocos conocida, podemos decir que se justifica en la propia esencia y actividad de esta población. Val-entin (valle de barro , supuestamente no documentada) es una pedanía que se asienta sobre un suelo muy rico en materiales arcillosos. Esto ha propiciado, desde los tiempos más remotos, la aparición de una industria, cada vez más eficiente y competitiva, en torno a este material tan imbricado con la propia esencia del hombre: el barro.

## Economía
En sus huertas regadas por el río Argos se cultivan todo tipo de frutas y hortalizas, aunque la actividad agrícola ha ido dejando paso a la cerámica artesanal de materiales de construcción (teja, losa, ladrillo...).
En los años 60 se construyó el embalse del Argos que almacena agua para poder regar las huertas y frutales durante todo el año y sobre finales de siglo XX se construyó un canal que lleva el agua sobrante del pantano del Argos al pantano de Alfonso XIII.
Las frutas más abundantes son el albaricoque en la huerta y el almendro en el secano.
La industria del barro es la principal fuente de ingresos de Valentín con varias Tejeras o Cerámicas que han hecho de Valentín un lugar conocido por sus tejas, ladrillos y losas en toda la provincia. La mayor parte de la producción se exporta a Francia, Italia, Inglaterra y Bélgica.
La zona es rica en tierra de arcilla que es la base junto con el agua y el fuego de un producto artesanal (solo barro y las manos de los artesanos velentineros) de una gran calidad, reconocida internacionalmente

## Patrimonio histórico-artístico
Entre sus edificios destaca la iglesia de San Juan Bautista construida a finales de los años 50 con la ayuda de los valentineros y de su párroco don José Escribano, tiene una torre de más de 30 metros con campanario y reloj.
La iglesia anterior se ha rehabilitado como centro social después de estar varios años utilizándose de cochera.

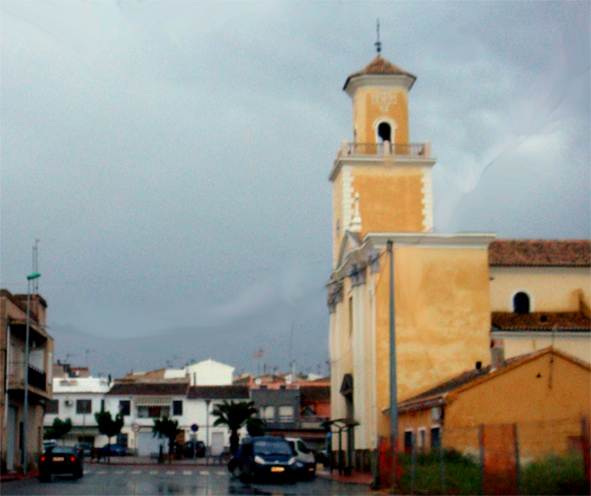
Iglesia de Valentín
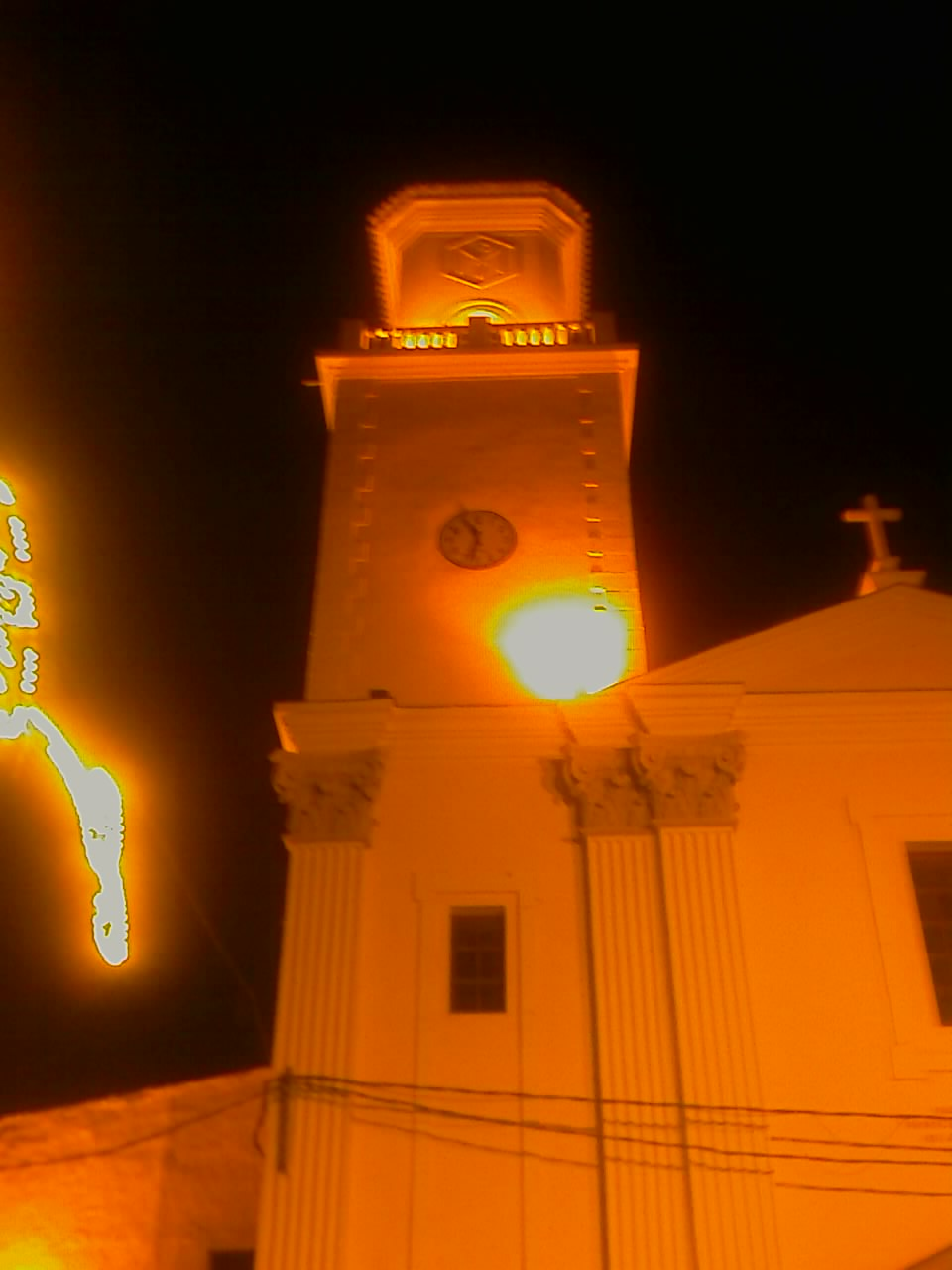
Iglesia de Valentín en Fiestas
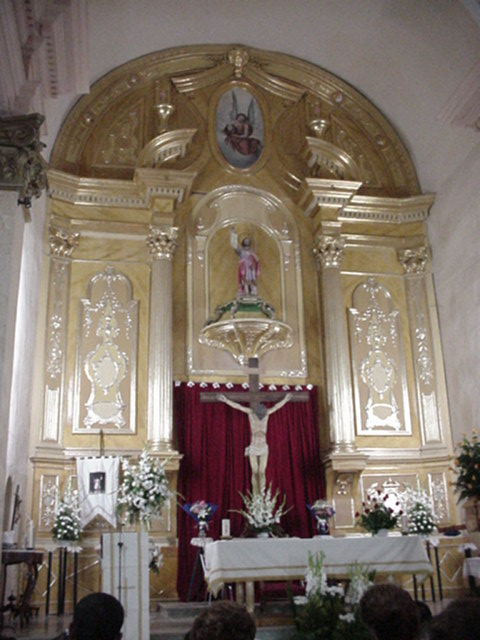
Altar Iglesia de Valentín
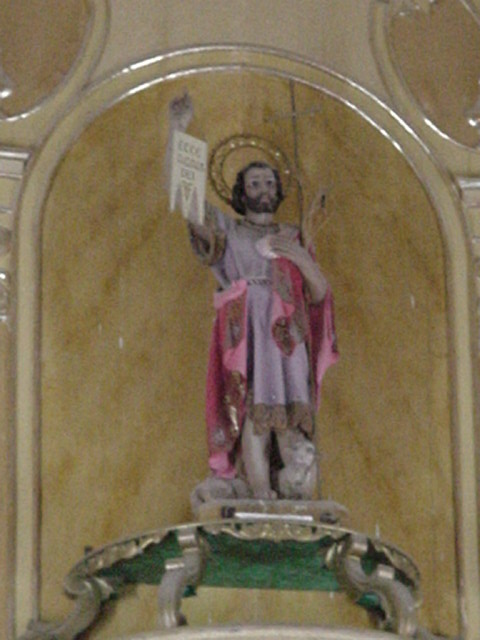
Valentín patrón San Juan Bautista

## Fiestas
Las fiestas de Valentín se celebran para su patrono San Juan Bautista (24 de junio) y se prolongan hasta el día de San Pedro (29 de junio). En la fiesta se corren vaquillas por las calles de Valentín y se organizan encierros desde el otro lado del río, hasta el pueblo. Entre los actos que se realizan por las noches están las actuaciones de grupos como el conjunto del Pueblo Salida de Emergencia, Albarro y la noche más esperada es la de Valentín busca una estrella. Es también famoso el concurso de migas.
La procesión en honor al patrón San Juan Bautista y la del día de San Pedro, junto con la misa Huertana son los actos religiosos de las fiestas.
Las fiestas las organizan los mayordomos que son elegidos la noche de San Pedro y tienen 359 días para organizar las fiestas del año siguiente e intentar superar las que se terminan.

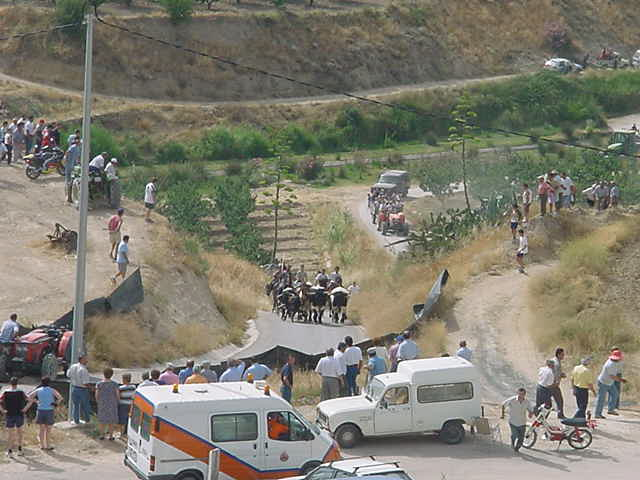
Valentín en Fiestas, encierro vaquillas
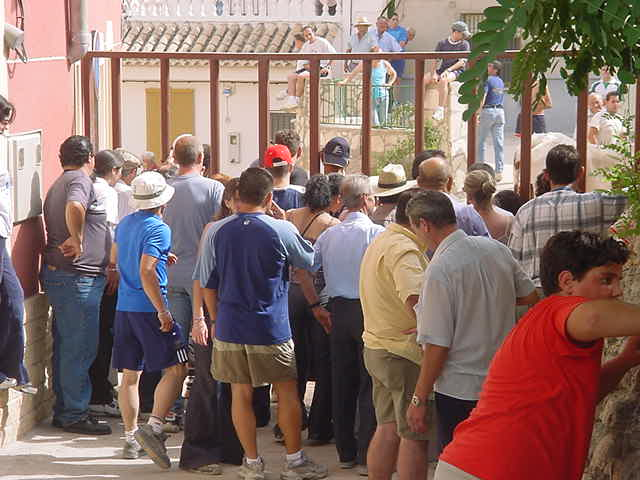
Valentín en Fiestas, encierro vaquillas2
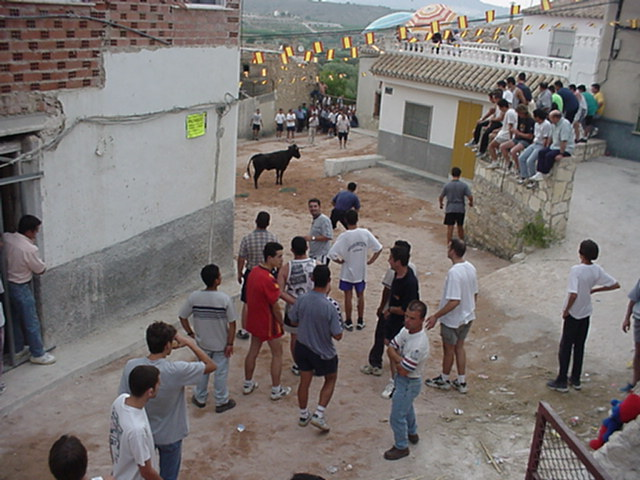
Valentín en Fiestas, Vacas por las calles
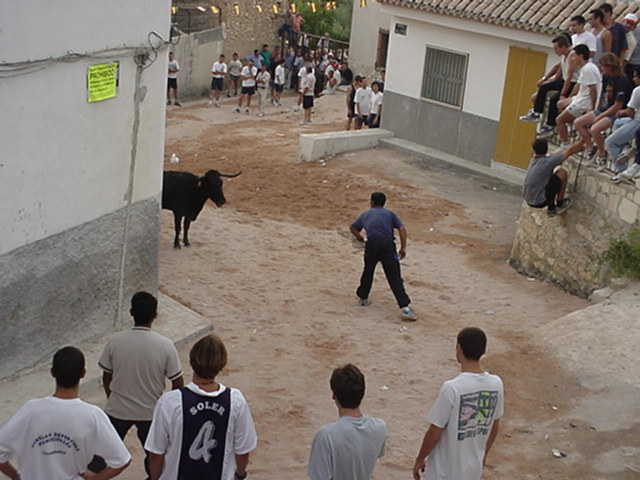
Valentín en Fiestas, Vacas por las calles
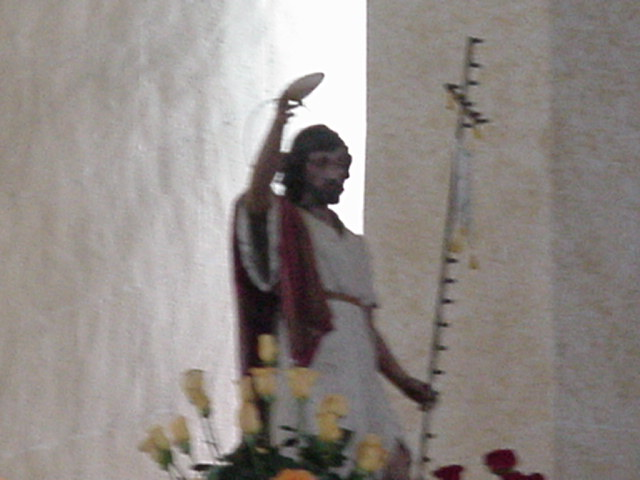
Valentín en Fiestas, San Juan de procesión
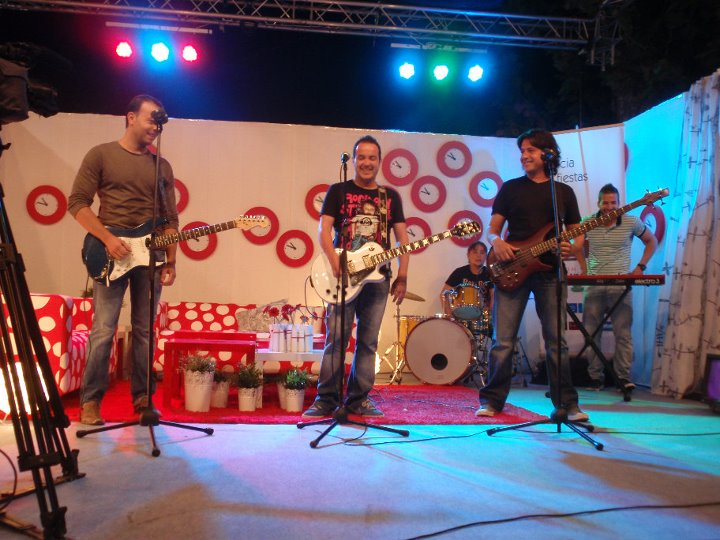
Salida de Emergencia Grupo musical de Valentín

## Comunicaciones

### Por carretera
Las principales vías de comunicación son las carreteras RM-B20 desde Cehegín y RM-B32 desde Calasparra.

### Autobús
Dispone de conexión con Calasparra mediante bus urbano.